# Karl Vaino
Karl Vaino (ur. 28 maja 1923 w Tomsku, zm. 12 lutego 2022 w Moskwie) – radziecki i estoński komunista, I sekretarz Komitetu Centralnego Komunistycznej Partii Estonii w latach 1978–1988. Był tzw. Jestończykiem.

## Życiorys
Urodził się w rodzinie estońskich emigrantów komunistycznych i wychowywał na terenie Rosyjskiej FSRR.
W 1947 ukończył studia w Elektromechanicznym Instytucie Inżynierów Transportu Kolejowego, a w 1957 zaoczne studia w Wyższej Szkole Partyjnej przy Komitecie Centralnym KPZR.
Po ukończeniu studiów przez dwa lata pracował jako inżynier kolejnictwa w Estońskiej SRR, po czym został etatowym pracownikiem aparatu KC Komunistycznej Partii (bolszewików) Estonii. W 1952 został sekretarzem Komitetu Obwodowego KP(b)E w Tallinnie, a wkrótce potem kierownikiem wydziału przemysłowo-transportowego w Komitecie Centralnym. Pięć lat później objął stanowisko zastępcy przewodniczącego Rady Gospodarki Narodowej Estońskiej SRR.
W latach 1960–1978 pełnił funkcję sekretarza Komitetu Centralnego KPE. W 1978, po odsunięciu przez Leonida Breżniewa Johannesa Käbina z funkcji I sekretarza, objął stanowisko szefa partii w republice. W 1981 wszedł w skład Komitetu Centralnego KPZR. 16 czerwca 1988 został odwołany ze stanowiska I sekretarza i przeniesiony do Moskwy do pracy w Komitecie Kontroli Partyjnej KC KPZR. Od tego czasu Vaino mieszkał w stolicy Rosji. Po 1990 wycofał się z działalności publicznej. Odznaczony Orderem Rewolucji Październikowej i 3 innymi orderami.
Jego syn Eduard pracował w koncernie AwtoWAZ, m.in. na stanowisku wiceprezesa, zaś wnuk Anton jest obecnie zastępcą szefa Administracji Prezydenta Federacji Rosyjskiej.